# Mina Tindle
Mina Tindle, vlastním jménem Pauline de Lassus Saint-Geniès, (* 9. dubna 1983) je francouzská zpěvačka. Narodila se v Paříži a později žila v Brooklynu, kde byla před zahájením sólové kariéry a návratu do Francie členkou skupiny The Limes. 
Své první album, eponymní EP, vydala v roce 2011. V březnu následujícího roku vyšlo její první řadové album Taranta a o dva roky později pak druhé Parades. Při svých koncertech zpívala například také písně „Paris 1919“ od Johna Calea a „Free Man in Paris“ od Joni Mitchell.